# Cri-Zelda Brits
Cri-Zelda Brits, també escrit Crizelda Brits o Cri-zelda Brits, (Rustemburg, 20 de novembre de 1983) és una jugadora internacional de criquet. Juga com a batedora i fast bowler dretana i fou cridada a la selecció nacional sud-africana de criquet inicialment com a opening bowler el 2002. Després va jugar com a all-rounder i, des del 2005, com a especialista batedora. Va ser la capitana de Sud-àfrica en 23 partits el 2007 i 2008, però el 2009 va ser reemplaçada per "concentrar-se enterament en el seu propi rendiment." Va ser novament nomenada capitana al mundial ICC Women's World Twenty20 de 2010. Entre 2007 i 2011 fou la capitana de Sud-àfrica un total de 36 vegades (1 Test, 23 One Day Internationals i 12 Twenty20 Internationals).
És una de les batedores sud-àfricanes més prolífiques; sent la primera dona sudafricana que va marcar un mig century de punts en una competició Twenty20 Internacional, i una de les sis úniques dones que han marcat un century per Sud-àfrica en una competició internacional One Day (ODI). És la líder sudafricana run-scorer d'ODI amb 1622 curses.